# Acanthametropus
Genre
Synonymes
- Metreturus Burks, 1953

Acanthametropus est un genre d'insectes appartenant à l'ordre des éphéméroptères.

## Liste d'espèces
Selon ITIS :
- Acanthametropus nikolskyi Tshernova, 1948
- Acanthametropus pecatonica (Burks, 1953)

## Référence
- Tshernova, 1948 : O novom rode i vide podenok iz basseina Amura (Ephemeroptera, Ametropodidiae - On a new genus and species of mayfly from the Amur Basin (Ephemeroptera, Ametropodidae) Dokladi Akademii Nauk USSR, vol. 60, n. 8, p. 1453-1455.